# Fabriczy János (főmérnök)
Fabriczy János (Poprád, 1800. május 13. – Lőcse, 1865. május 13.) megyei főmérnök.

## Élete
Fabriczy András evangélikus lelkész, főesperes és Ab hortis Augustin Klára fia volt. Szülővárosában, Késmárkon és Lőcsén tanult; egyetemi tanulmányait 1819-ben Pesten és 1820  – 1821-ben Bécsben végezte. Miután Raisz szepes megyei főmérnök mellett egy évig működött, 1823-ban az árvai uradalom mérnökévé nevezték ki. 1830-tól 1849-ig Szepes megye főmérnöke volt. A szabadságharcban a haza ügyének kiváló szolgálatokat tett; ezért több hónapos fogságot szenvedett. Azután nagyobb uradalmak tagosításával foglalkozott; szabad idejét a tudománynak, természetnek és a politikának szentelte. 1860-ban ismét megválasztották Szepes megye főmérnökévé, mely állásáról 1861-ben a Schmerling-féle provisorium bekövetkeztével, leköszönt és korábbi visszavonultságába tért. Szepes megyének haladásán fáradozva, annak művelődésére s közügyeire befolyást gyakorolt; előszeretettel foglalkozott a Magas-Tátrával, melynek egyes csúcsait és völgyeit ismételten bejárta s átkutatta.

## Művei
- A középkárpátok és vidékök megmért magasságai (Uj M. Museum 1856. I.)
- Alphabetisches Verzeichniss der gemessenen Meereshöhen in den Central-Karpathen und deren Umgebung (Mitthellungen des ungarischen Forstvereins III. 1857. Pressburg)

Cikkei jelentek meg a bécsi Wandererben (1850–56.), az Erdészeti Lapokban (1856-tól) és a lőcsei Zipser Anzeigerben.